# Leucanopsis dallipa
Leucanopsis dallipa är en fjärilsart som beskrevs av Jones 1908. Leucanopsis dallipa ingår i släktet Leucanopsis och familjen björnspinnare. Inga underarter finns listade i Catalogue of Life.